# 君島克佳
君島 克佳（きみしま かつよし、1998年9月8日 - ）は、神奈川県三浦市出身のサッカー選手。ポジションはMF。

## クラブ歴
横浜F・マリノスのプライマリー追浜、ジュニアユース追浜を経て、桐蔭学園高等学校に進んだ。
2017年に神奈川県社会人サッカーリーグ所属の横須賀マリンFCに所属し同シーズンに3得点を記録した。翌年にアーカンソー中央大学に進学、2019年にはラレド・ヒートSCにも所属した。
大学卒業後はAリーガのFKヨナヴァに加入、3月4日の試合で全国リーグ初出場を記録した。しかし5月にバヤンカラFCに移籍し、7月に退団した。
2023年2月にアデレード・シティFCに加入した。同年夏にアデレード・クロアチア・ライダーズSCに移籍した。